# New Haven
New Haven er den næststørste by i den amerikanske delstat Connecticut og ligger i amtet New Haven County. Indbyggertallet er pr. 2006 på 124.001, og byen har et areal på 52,6 km².
Byen indgår i New Yorks storbyområde og er hjemsted for det berømte Yale University. USA's tidligere præsident George W. Bush blev født i New Haven.